# Serra do Labaçal
A Serra do Labaçal é uma serra portuguesa localizada na ilha açoriana da Terceira, concelho da Praia da Vitória, arquipélago dos Açores.
Esta formação geológica de origem vulcânica encontra-se geograficamente localizada entre o Maciço do Pico Alto e a Serra de Santa Bárbara, numa zona de forte pluviosidade e de grande abundância de vegetação endémica típica da Macaronésia. As elevações desta formação montanhosa distribuem-se em diferentes cotas de altitude que se localizam numa cota média de 706 e 631 metros acima do nível do mar.
Nas vertentes desta serra surgem várias lagoas e nascentes, todas com origem na orografia da serra que permiti uma boa infiltração da pluviosidade.
Surge assim, por exemplo a Lagoa do Labaçal, e a Fonte do Vimeiro.
Na encosta desta formação geológica tem origem vários cursos de água, como é o caso da Ribeira Seca, que se origina numa cota que ronda os 600 metros de altitude e que depois de atravessar a localidade das Quatro Ribeiras desagua no mar na Baía das Quatro Ribeiras. E a Ribeira do Urzal que se origina numa cota de altitude que ronda os 631 metros, muito próxima da Lagoa do Labaçal e que se dirige para a costa norte da ilha depois de passar próxima ao Pico do Tombo desaguando também, tal como a Ribeira do Seca, na Baía das Quatro Ribeiras.